# 日本体育大学桜華中学校・高等学校
日本体育大学桜華中学校・高等学校（にっぽんたいいくだいがくおうかちゅうがっこう・こうとうがっこう）は、東京都東村山市富士見町二丁目にある私立女子中学校・高等学校。

## 設置形態
- 桜華中学校
- 桜華高等学校（全日制課程　普通科）
  - 普通コース
  - 福祉コース
  - スポーツコース

## 沿革
- 1958年（昭和33年） - 日本体育大学の実習受入れ校として、東京都世田谷区深沢に、桜華女子高等学校開校。
- 1964年（昭和39年） - 日体桜華女子高等学校に改称。
- 1965年（昭和40年） - 現校地に移転。
- 1994年（平成6年） - 桜華女学院中学校開設に伴い、桜華女学院高等学校に改称。
- 2008年（平成20年） - 中学校の募集を停止。
- 2010年（平成22年） - 中学校が休校になる。
- 2011年（平成23年） - 校名を日体桜華高等学校に改称。
- 2012年（平成24年） - 中学校の生徒募集を再開する。
- 2018年（平成30年） -  4月から校名を日本体育大学桜華中学校・高等学校に改称。

## 特色
※女子体育教育に力を入れており厳しい指導がされている。体育祭は桜華祭と呼ばれハードなマスゲームが行われている。平成初めまでは半袖体操服にブルマー、裸足の服装で行われていた。

## 制服
- 冬服 ブレザー
- 夏服 ブラウス

※ ニットベストやセーターなどのオプションあり。
※ 日体桜華女子高等学校時代は、紺色のセーラー服だった。
※ 2018年（平成30年）から、アースミュージックアンドエコロジーと菅公学生服がコラボレーションした新ブランドの制服『KANKO×earth music&ecology』の全国初の採用の制服に変わった。

## 交通
電車
| 路線名       | 最寄り駅 | 徒歩所要時間 |
| ------------ | -------- | ------------ |
| 西武拝島線   | 小川駅   | 12分         |
| 西武国分寺線 | 小川駅   | 12分         |
| 西武多摩湖線 | 八坂駅   | 12分         |

バス
- 西武バス立34・久84 明法学院前下車、徒歩3分。

## 著名な出身者と教職員
出身者
- 川村あんり - フリースタイルスキー選手（モーグル） ※2022年時点で在学中。
- 竹下百合子 - 北京オリンピックカヌー競技4位入賞・早稲田大学卒業。
- 高橋真弓 - ラグビー女子レフリー
- 野田樹潤 - 国際レーシングドライバー[2]。

教職員経験者
- 後藤敏博 - バスケットボール選手・Bリーグ・B2指導者・仙台89ERS・元ヘッドコーチ[3]
- 村瀬諒 - 剣道家・第16回世界剣道選手権大会日本代表[3]